# 16107 Чанмуґам
16107 Чанмуґам (16107 Chanmugam) — астероїд головного поясу, відкритий 27 листопада 1999 року.
Тіссеранів параметр щодо Юпітера — 3,351.